# Centre de Recerca en Economia Internacional
El Centre de Recerca en Economia Internacional (CREI) és un institut de recerca especialitzat en economia internacional i macroeconomia amb seu a Barcelona i creat el 1995. Està patrocinat per la Generalitat de Catalunya i la Universitat Pompeu Fabra. El seu objectiu es estudiar el funcionament de la política monetària en diferents països, així com el comerç, els cicles econòmics, la macroeconometria, la geografia econòmica i les finances internacionals. Entre el 1999 i el 2017 va ser dirigit per l'economista Jordi Galí. El 2012 va presentar, juntament amb la Reserva Federal dels Estats Units, un nou model de previsió pel càlcul de l’atur a partir dels fluxos de la força de treball i de la seva situació en el mercat laboral i no sobre grans magnituds econòmiques, com el creixement, de models anteriors. El 2013 va rebre financiació d'1 milió d'euros del Consell Europeu d'Investigació per un projecte d'investigació sobre quina era la política monetària òptima en casos de bombolles especulatives.